# Maizières (Pas-de-Calais)
Maizières is een gemeente in het Franse departement Pas-de-Calais (regio Hauts-de-France) en telt 177 inwoners (1999). De plaats maakt deel uit van het arrondissement Arras.

## Geografie
De oppervlakte van Maizières bedraagt 6,8 km², de bevolkingsdichtheid is 26,0 inwoners per km².
De onderstaande kaart toont de ligging van Maizières (Pas-de-Calais) met de belangrijkste infrastructuur en aangrenzende gemeenten.

## Demografie
Onderstaande figuur toont het verloop van het inwonertal (bron: INSEE-tellingen).